# Гаврилин, Вячеслав Михайлович
Вячеслав Михайлович Гаврилин (20 сентября 1931, Ефремов, Тульская область — 30 ноября 2014, Москва) — советский и российский спортивный функционер, военный и спортивный журналист и писатель. Главный редактор газеты «Советский спорт» в 1983—1984 годах. Заместитель председателя Госкомспорта СССР по международным вопросам в 1984—1991 годах, вице-президент Национального олимпийского комитета СССР в 1988—1991 годах. Первый вице-президент Международной ассоциации спортивной прессы (АИПС). Полковник Советской Армии.

## Биография
Окончил факультет международной журналистики МГИМО и Высшую партийную школу при ЦК КПСС. Работал в газетах «Красная Звезда» (возглавлял отдел отдел физподготовки и спорта), «Советский спорт», где был главным редактором. Вёл репортажи с крупных всесоюзных и международных соревнований, освещал летние и зимние Олимпийские игры, чемпионаты мира и Европы по футболу и хоккею, лёгкой атлетике и плаванию.
В 1985 году в качестве куратора шахматных соревнований от Госкомспорта СССР принял спорное решение о досрочном прекращении матча на первенство мира по шахматам Карпов — Каспаров после 48-й партии при счёте 5:3 в пользу Карпова, но без определения победителя — ввиду «истощения физических и психологических сил» участников поединка. По свидетельствам Анатолия Карпова и Николая Крогиуса, указание об этом Гаврилин мог получить от члена Политбюро ЦК КПСС Гейдара Алиева.
Гаврилин написал около 10 книг на спортивную тему. В 1984 году переведён на руководящую работу в Спорткомитет СССР (с 1986 года Госкомспорт СССР), где занимал посты заместителя председателя Госкомспорта, вице-президента НОК СССР. После отставки в 1991 году занимался спортивным менеджментом в спортклубе ЦСКА, организовал театр на льду, который успешно гастролировал в разных странах.
Гаврилин был поклонником атлетической гимнастики, полагал, что она должна стать доступной для всех слоёв населения и применяться для силовой подготовки спортсменов.
В книге В. Попова и Ю. Фельштинского «КГБ играет в шахматы» упоминалось о том, что в период работы корреспондентом и редактором отдела в газете «Красная Звезда» Гаврилин был завербован 1-м отделом 3-го Главного управления КГБ (военная контрразведка), оперативную работу с Гаврилиным вёл сотрудник 3-го отделения 11-го отдела Пятого управления КГБ В. К. Попов.
Гаврилин награждён рядом государственных наград, дипломами, грамотами.
Вёл спортивный образ жизни, любил баню и застолья.
Скончался в Москве 30 ноября 2014 года. Похоронен после кремации на Кунцевском кладбище.

## Книги
Гаврилин — автор и соавтор книг:
- Под факелом дружбы: Первая Спартакиада дружественных армий (1959)
- Олимпийские медали армейцев (1961)
- Солдаты острова свободы (1962)
- Армейские чемпионы (1964)
- Под олимпийскими кольцами Токио (1965)
- Десятая высота (1970)
- Рекорд мастерства и мужества (1971)
- 50 золотых побед на XX Летних Олимпийских играх (1973)
- С эмблемой ЦСКА (1973)
- Звёзды армейского спорта (1980)
- Рыцари ледяной дорожки (1982)